# Dichochrysa marchionissa
Dichochrysa marchionissa är en insektsart som först beskrevs av Luisa Eugenia Navas 1915.  Dichochrysa marchionissa ingår i släktet Dichochrysa och familjen guldögonsländor. Inga underarter finns listade i Catalogue of Life.